# Мінералогічний журнал
«Мінералогічний журнал. Mineralogical Journal (Ukraine)» − український періодичний (4 числа на рік) науково-теоретичний рецензований фаховий журнал. Журнал засновано у січні 1979 року Національною академією наук України, Інститутом геохімії, мінералогії та рудоутворення ім. М. П. Семененка НАН України. Журнал індексується в базі Web of Science Core Collection Emerging Sources Citation Index (ESCI) починаючи з Вип. 39 (1) 2017.
Головний редактор журналу — Олександр Пономаренко, академік НАН України, доктор геологічних наук, професор, академік-секретар Відділення наук про Землю НАН України, директор Інституту геохімії, мінералогії та рудоутворення ім. М. П. Семененка НАН України.
Проблематика журналу: висвітлення питань з мінералогії, біомінералогії, геохронології, пошукової та екологічної геохімії, петрології, рудоутворення, мінералогічних і геохімічних методів пошуку та оцінки родовищ корисних копалин.
Журнал включено до переліку фахових наукових журналів України, в яких рекомендується публікувати роботи претендентам на здобуття вчених ступенів доктора філософії зі спеціальності «Геологія» та доктора геологічних наук за спеціальностями «Мінералогія, кристалографія», «Петрологія», «Геохімія».
ISSN 2519-447X (електронна версія), ISSN 2519—2396 (друкована версія). ISSN 0204-3548 використовувався для назви «Минералогический журнал» з 1979 по 2003 р.
DOI журналу: https://doi.org/10.15407/mineraljournal